# Гордеево (Пермский край)
Гордеево — деревня в Кочёвском районе Пермского края. Входит в состав Пелымского сельского поселения. Располагается северо-западнее районного центра, села Кочёво. Расстояние до районного центра составляет 12 км. По данным Всероссийской переписи населения 2010 года, в деревне проживало 3 человека (2 мужчины и 1 женщина).

## История
По данным на 1 июля 1963 года, в деревне проживало 164 человека. Населённый пункт входил в состав Петуховского сельсовета.